# Keisha Hampton
Keisha Hampton (Filadelfia, 22 febbraio 1990) è una cestista statunitense naturalizzata ruandese.

## Carriera
È stata selezionata dalle Seattle Storm al secondo giro del Draft WNBA 2012 (22ª scelta assoluta).
Con gli Stati Uniti ha disputato le Universiadi di Shenzhen 2011.